# هوماتروبين
هوماتروبين(Homatropine )، المباع تحت الإسم التجاري هوماتروبير (Homatropaire)من بين أسماء أخرى، هو دواء يستخدم لتوسع حدقة العين كجزء من فحص العين أو للمساعدة في تخفيف آلام التهاب العنبية الأمامي.   و يعطى كقطرة للعين.  فتبدأ تأثيرات العلاج مباشرة خلال 10 دقائق و قد تستمر لمدة تصل إلى 4 أيام. 
تشمل الآثار الجانبية الشائعة لهذا العقار على: ارتفاع ضغط العين ، و الوخز، و الحساسية للضوء، و جفاف الفم.  كما و قد تشمل الآثار الجانبية الأخرى الهذيان أو الانفعال.  إنه مضاد للكولين. 
تم تصنيع هوماتروبين لأول مرة في عام 1883 أو 1884.   إنه متاح كدواء مكافىء.  و هو مدرج في قائمة منظمة الصحة العالمية للأدوية الأساسية كبديل للأتروبين.  في الولايات المتحدة، يبلغ سعر زجاجة سعة 5 مل حوالي 40 دولارًا أمريكيًا اعتبارًا من عام 2021.  و يتم تصنيعه من الأتروبين. 